# Blood on the Moon
Blood on the Moon is een Amerikaanse western uit 1948 onder regie van Robert Wise. Destijds werd de film in Nederland uitgebracht onder de titel Ik vecht niet voor geld.

## Verhaal
Wanneer zwerver Jim Garry moet schuilen voor een onweer, raakt hij betrokken bij een strijd met enkele halsstarrige veehouders. Jim ontmoet zijn makker Tate Riling, die de oude veebaron John Lufton wil dwarsbomen. Ze hebben echter geen rekening gehouden met Amy, de dochter van Lufton. Langzamerhand krijgt Jim ook twijfels over de ware bedoelingen van zijn maat.

## Rolverdeling
| Acteur             | Personage       |
| ------------------ | --------------- |
| Robert Mitchum     | Jim Garry       |
| Barbara Bel Geddes | Amy Lufton      |
| Robert Preston     | Tate Riling     |
| Walter Brennan     | Kris Barden     |
| Phyllis Thaxter    | Carol Lufton    |
| Frank Faylen       | Jake Pindalest  |
| Tom Tully          | John Lufton     |
| Charles McGraw     | Milo Sweet      |
| Clifton Young      | Joe Shotten     |
| Tom Tyler          | Frank Reardon   |
| George Cooper      | Fred Barden     |
| Tom Keene          | Ted Elser       |
| Bud Osborne        | Kapitein Willis |
| Zon Murray         | Nels Titterton  |
| Robert Bray        | Bart Daniels    |